# Corso Galileo Ferraris
Corso Galileo Ferraris (popolarmente detto dai torinesi Corso Galfer) è un importante corso del capoluogo piemontese e i suoi 3,8 km di lunghezza ne fanno uno dei più estesi del comune.
È dedicato all'ing. Galileo Ferraris, scienziato e fondatore dell'Associazione elettrotecnica italiana: parte dall'incrocio con via Cernaia (cioè il punto da cui ha cambiato nome corso Giuseppe Siccardi), procedendo in direzione nord-sud, cioè parallelamente al cardo maximus e dopo aver attraversato piazza Costantino il Grande, all'incrocio con corso Re Umberto I, confluisce nella piazza San Gabriele da Gorizia, all'incrocio con via Filadelfia.

## Storia
Il corso venne aperto negli anni 1850 in seguito alla demolizione della vecchia Cittadella di Torino, della quale oggi rimane visibile soltanto il mastio e che è sede del museo dell'artiglieria: proprio davanti a questo edificio ha inizio il corso, che attraversa quella zona che, anticamente, era detta popolarmente "Siberia", un'ampia spianata al di fuori delle mura cittadine, poi bonificata per necessità di estendervi la città.
 Questa zona venne un tempo destinata a uffici e vi vennero erette, tra l'altro, la Camera del Lavoro, venduta e successivamente demolita negli anni sessanta, e i Comandi Militari.

## Descrizione

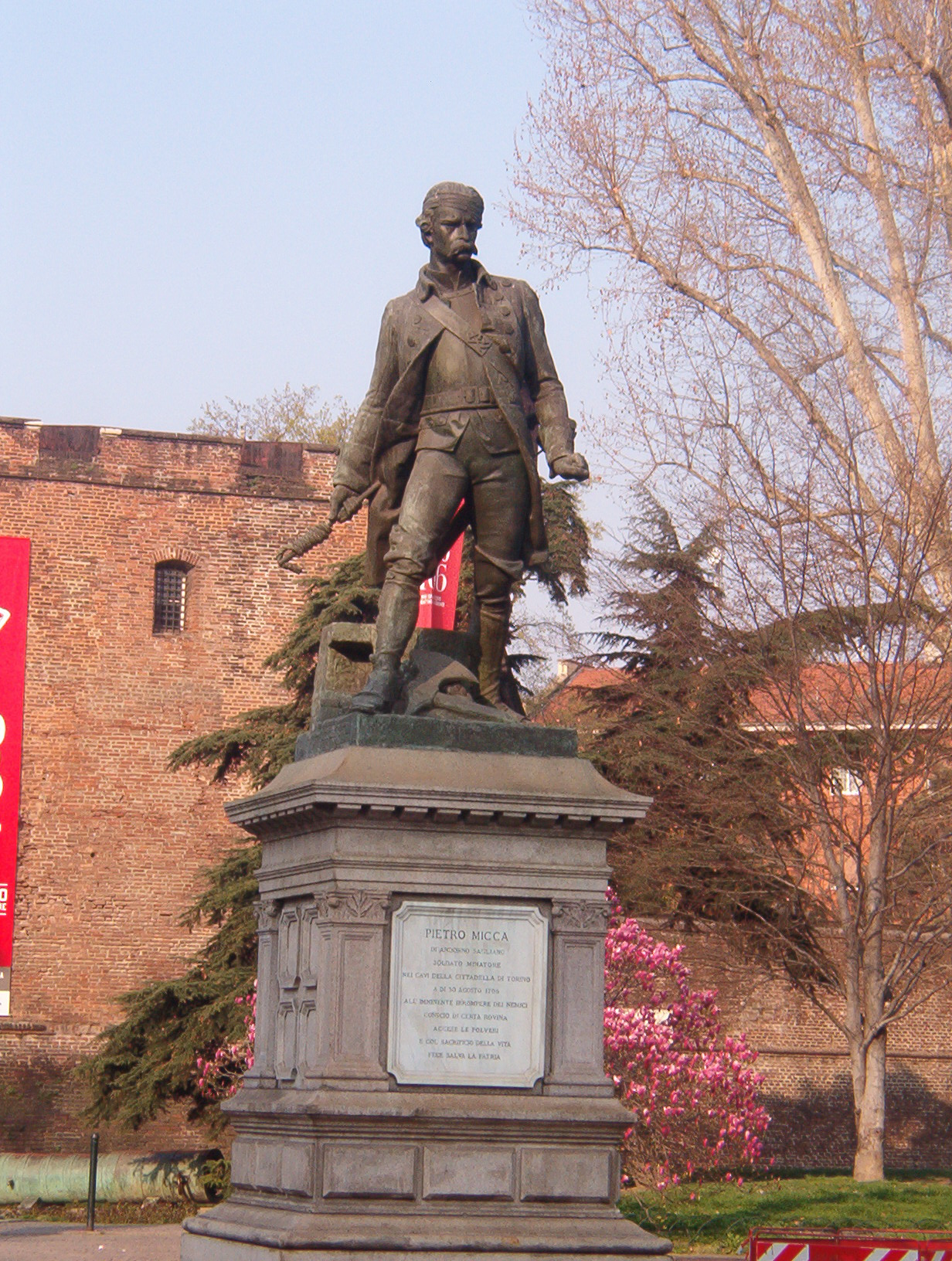
Il monumento a Pietro Micca, posto all'incrocio tra via Cernaia e corso Ferraris, opera di Giuseppe Antonio Cassano

Il corso si articola in tre carreggiate e due viali: una carreggiata centrale a due corsie per senso di marcia (nel tratto fra corso Vittorio Emanuele II e corso Luigi Einaudi a tre) e due controviali, separati ciascuno dalla carreggiata centrale da altrettanti ampi viali alberati.
All'incrocio con corso Vittorio Emanuele II il corso si apre in un ampio rondò, che vede al suo centro il grande monumento a Vittorio Emanuele II, inaugurato nel 1899. Attraversato corso Vittorio Emanuele II, si entra nell'elegante quartiere nobiliare detto Crocetta, eretto nell'Ottocento per le famiglie dell'aristocrazia cittadina. Qui ha sede oggi la Galleria civica d'arte moderna e contemporanea (GAM), galleria d'arte moderna di Torino.

Alla confluenza con i corsi Trieste e Montevecchio, si trova la statua dedicata a Galileo Ferraris, opera di Luigi Contratti, inaugurata nel 1903. La statua, originariamente posizionata in piazza Castello, venne spostata ove si trova ora nel 1928.
All'incrocio con corso Luigi Einaudi, corso Galileo Ferraris lambisce la chiesa della Crocetta e la settecentesca villa Rignon. Passato il quartiere Crocetta, esso sorpassa il collegamento ferroviario fra la linea Torino-Genova e le linee Torino-Milano e Torino-Bardonecchia, confluendo poi nell'ampia rotonda di piazza Costantino il Grande (ove confluiscono anche i corsi Re Umberto e Giovanni Pascoli), attraversata a 90° da corso Lepanto, e va a delimitare il confine orientale di Piazza d'armi, confluendo infine, pochi metri dopo aver attraversato via Filadelfia, in corso Unione Sovietica.
La costruzione di un grande parcheggio sotterraneo negli anni 2014-2017 ha permesso la creazione di una ampia pista ciclabile e di un viale pedonale alberato centrale lastricato in porfido, in superficie tra la via Cernaia e corso Matteotti.

## Monumenti
- Mastio della Cittadella ed il monumento a Pietro Micca, all'inizio del corso
- Il monumento al Bersagliere, del 1985, all'incrocio con via Bertolotti, dello scultore Franco Assetto
- Il monumento a Vittorio Emanuele II, all'incrocio con corso Vittorio Emanuele II
- Il monumento a Galileo Ferraris, all'incrocio con i corsi Montevecchio e Trieste